# Artur Janturin
Artur Janturin (russisch Артур Янтурин; * 15. November 1985) ist ein russischer Schachspieler.
Artur Janturin absolvierte die Moskauer Lomonossow-Universität.
Im November 2002 erhielt er den Titel Internationaler Meister. Seine dritte IM-Norm hatte er im Mai 2002 in einem Turnier in Serpuchow gemacht, das von Ernesto Inarkijew gewonnen wurde. Janturins Elo-Zahl beträgt 2384 (Stand: März 2022), er wird jedoch als inaktiv geführt, da er seit der Moskauer Mannschaftsmeisterschaft im September 2011 keine gewertete Partie mehr gespielt hat. Seine bisher höchste Elo-Zahl war 2448 von Oktober 2007 bis März 2008.